# Cerodrillia williami
Cerodrillia williami är en snäckart som beskrevs av Bartsch 1943. Cerodrillia williami ingår i släktet Cerodrillia och familjen Drilliidae. Inga underarter finns listade i Catalogue of Life.